# Hélène Dutrieu
Hélène Dutrieu (Tournai, Bélgica, 10 de julio de 1877 – París, Francia, 26 de junio de 1961), fue una campeona de ciclismo, ciclista de riesgo, conductora de riesgo de vehículos, conductora de autos de carreras, aviadora pionera, conductora de ambulancia en la guerra, y directora de un hospital militar.

## Biografía
Hélène Dutrieu nació el 10 de julio de 1877 en Tournai, Bélgica, hija de un oficial del ejército belga. Abandonó la escuela a la edad de 14 años para ganarse ya que su padre se quedó sin empleo. No tiene profesión pero se siente capaz de iniciar la nueva vía de la competición ciclista que empieza a abrirse tímidamente a la participación femenina.

### Ciclista exitosa
Sus inicios en el ciclismo son prometedores a causa de su baja estatura y su ligereza. Entusiasma al público por la rapidez de sus carreras que gana con frecuencia y bate récords. Su reputación sobrepasa las fronteras de Bélgica y realiza diversos desplazamientos atravesando el Atlántico. Dutrieu tiene también el don del espectáculo. Su hermano mayor también se dedica a la competición ciclista y dirige un circo bautizado con el nombre familiar. Entre las competiciones ciclistas participa también en manifestaciones populares en las que realiza números acrobáticos con la bicicleta, moto y automóvil. Sus actuaciones rebelan sus condiciones especiales para la audancia y la resistencia física en los deportes de motor.
Dutrieu se convierte en una ciclista de pista profesional compitiendo para el equipo Simpson Lever Chain. En 1895 gana el récord mundial femenino para la distancia recorrida en bicicleta durante una hora. En 1897 y 1898 gana el campeonato mundial de velocidad en pista de mujeres que se corre en Ostende, Bélgica, y se gana el apodo de "La Flecha Humana".  En agosto de 1898 gana el Grand Prix d’Europe y en noviembre de ese mismo año gana la Course de 12 Jours (Carrera de los 12 días) en Londres, Inglaterra. Leopoldo II de Bélgica le otorga a Dutrieu la Cruz de San Andrés con diamantes en reconocimiento por sus éxitos como ciclista. Posteriormente trabaja en varios shows con números de ciclismo y en julio de 1903 da la vuelta en bicicleta por dentro de un bucle vertical en el Eldorado en Marsella, Francia. Este bucle, así como una rampa que utilizaba en sus espectáculos, fueron patentados por ella. En septiembre de 1903 se presenta en el Olympia de Londres. Hélène desarrolla una exitosa trayectoria como conductora de riesgo de bicicletas y motocicletas, como también como conductora de autos de carrera y conductora de riesgo.

### Logros en la aviación

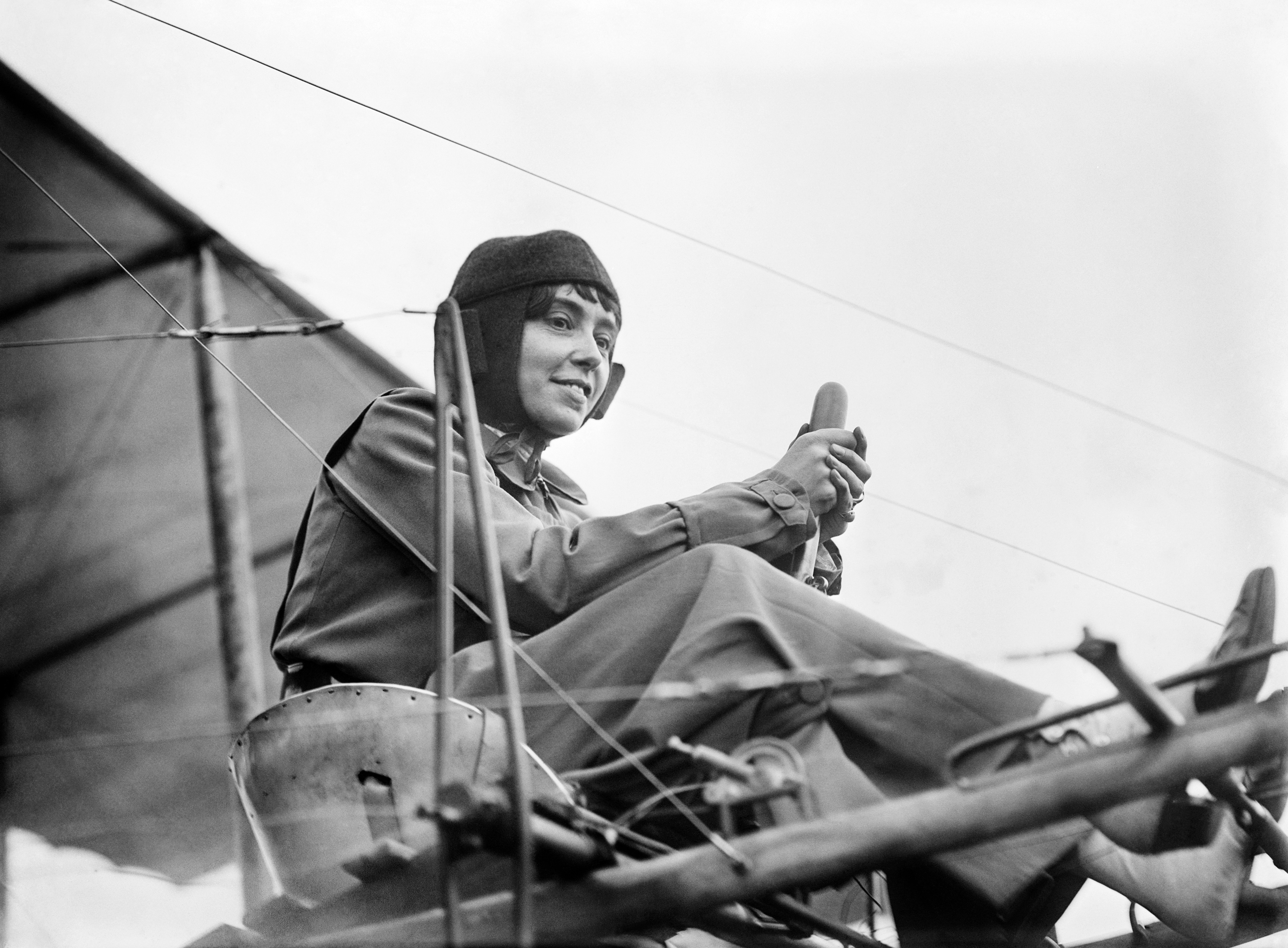
Hélène Dutrieu en su aeroplano c. 1911.

En 1908 la fábrica francesa Clément Bayard convence a Dutrieu para que se convierta en la primera piloto de su nuevo aeroplano ultraliviano monoplano, diseñado por Santos-Dumont y denominado no.19 Demoiselle (Joven dama). Ella se estrella durante el despegue de su primer vuelo y el aeroplano queda destrozado. Posteriormente logra convertirse en una piloto exitosa y volar sola en su aeroplano. El 19 de abril de 1910 se convierte en la primera mujer que transporta en un avión un pasajero. El 25 de noviembre de 1910 Dutrieu se convierte en la cuarta mujer del mundo y la primera belga a la cual se le otorga una licencia de piloto de aeroplano, recibe la licencia No 27 del Aéro-Club de Belgique. Gracias a su participación en shows del aire se gana el apodo de la "Joven halcón". Se produjo un pequeño escándalo en su carrera como aviadora cuando la prensa informa que ella no utilizaba corsé para volar.

En septiembre de 1910 Dutrieu vuela sin parada desde Ostende a Brujas, Bélgica. Desde el 26 de septiembre al 1 de octubre vuela a menudo llevando pasajeros durante la semana de la aviación en Burton-upon-Trent, Inglaterra. Fue la primera mujer piloto que permanece en el aire por más de una hora y el 21 de diciembre de 1910 es la primera ganadora de la Copa Femenina por un vuelo sin paradas de 167 km en 2 horas y 35 minutos. En 1911 vuelve a liderar la Copa Femenina por un vuelo de 254 km en 2 horas y 58 minutos pero ese año la copa es ganada finalmente por Marie Marvingt. 

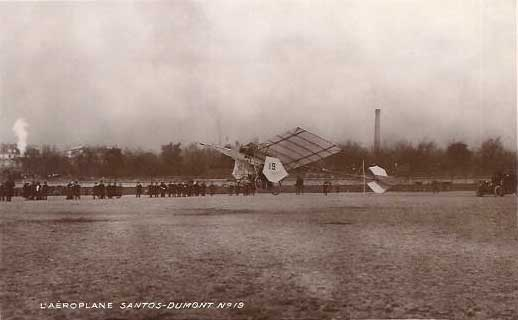
El aeroplano Santos-Dumont no.19 que Dutrieu intentó volar en 1908.

En septiembre de 1911 Dutrieu viaja a los Estados Unidos con su biplano Henry Farman tipo III. Compite por el récord mundial de altitud para mujeres y el trofeo Rodman-Wanamaker, ganado por Matilde Moisant, en la competencia en el aeródromo de Nassau Boulevard en Garden City, Nueva York. Ese mismo año Dutrieu le gana a 14 pilotos varones y gana la Coppa del Re (Copa del Rey) en Florencia, Italia. En 1912 es la primera mujer en pilotar un hidroavión. Ese mismo año gana un premio en una competencia contra cuatro pilotos de hidroaviones, incluido Réne Caudron, en Ouchy-Lausana, Suiza. En 1913 Dutrieu se convierte en la primera mujer aviadora en ser distinguida con la Legión de Honor.
En 1914 al inicio de la Primera Guerra Mundial renuncia a la aviación y se incorpora a la Cruz Roja y a las fuerzas armadas como enfermera y conductora de ambulancias.
Después de la guerra, en 1922 se casó con Pierre Mortier, coronel, periodista, escritor y diputado francés. Hasta la muerte de su marido en 1946 le apoyó en la administración de publicaciones que en las que él dirigía. 
Posteriormente se consagra a la promoción del deporte aéreo femenino, es vicepresidenta de la sección femenina del Aero-Club de Francia y crea en 1956 la Copa Hélène Dutrieu-Mortier una prueba reservada a las aviadoras francesa y belgas en competición de larga distancia en línea recta sin escala.

### Fallecimiento
Hélène Dutrieu muere en París, Francia, el 26 de junio de 1961, a los 83 años de edad.